# Бурджити

Станом на 1389 рік

Бурджити (араб. المماليك البرجية) — друга мамлюкська династія єгипетських султанів, що замінила при владі Бахрітів. Найменування походить від вежеподібних казарм (бурдж) каїрської цитаделі. Засновником династії був Баркук, колишній пастух з Черкесії, який повалив останнього з Бахрітів і затвердився на султанському престолі 1382 року.
Правління Бурджитів закінчилось 1517 року після завоювання Єгипту османським султаном Селімом I.

## Історія

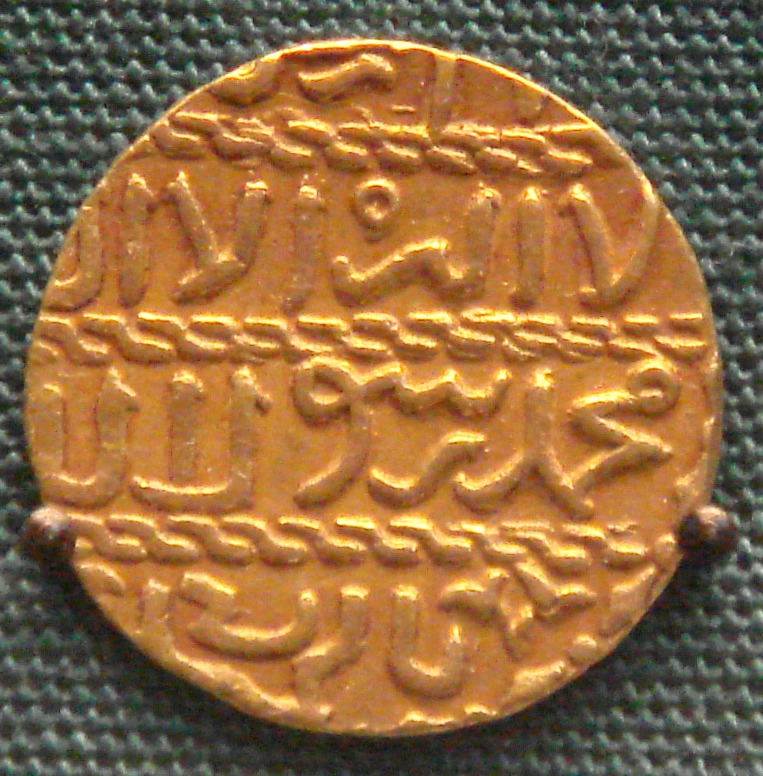
Золотий ашрафі Барсбея

1382 року на престолі затвердився перший бурджитський султан Баркук, який повалив малолітнього бахрітського султана Хаджжі ас-Саліха. Прийшовши до влади, Баркук розпочав політику витіснення з високих державних постів тюркських мамелюків і призначав на всі емірські посади черкесів. До 1395 року в руках черкесів були сконцентровані всі вищі й середні адміністративні пости султанату, в результаті чого династія, що правила упродовж 135 років, увійшла до історії як черкеська.
Спадкоємцем Баркука став його син, народжений грецькою невільницею, Фарадж (1398–1412). За його правління у країні розгорнулась боротьба за владу між різними мамелюкськими угрупуваннями. Організована головним еміром й атабеком Айтамишем та намісником у Сирії еміром Танамом аль-Хасані змова була викрита, а всі найбільш відомі її учасники були страчені у травні 1400 року. Упоратись з опозицією Фараджу вдалось за допомогою османів. Натомість Фарадж поступився султану Баязіду завойованими ним ще у Баркука містами та землями. Скориставшись цим, Тимур 1400 року вторгся до Сирії, захопив Алеппо, Урум-калу, Бахасну й рушив на Дамаск. Фарадж на чолі 30-тисячного війська вийшов зі столиці та відрядив 12 тисяч до Дамаска, сподіваючись випередити Тамерлана. Однак, коли Тимур наблизився, султан повернувся до Каїра. Утікаючи від монголів, Фарадж щоранку наказував отруювати воду у тих місцевостях, де ночував. Через загибель людей і худоби Тимуру довелось припинити переслідування.
1405 року Фарадж на кілька місяців втратив трон. Група мамелюків возвела на престол брата Фараджа — Абдул-Азіза, але Фараджу вдалось заарештувати брата і знову стати султаном Єгиптом. У той же час намісник Сирії Джакам оголосив себе султаном, але невдовзі був убитий в одній з битв. У самому Каїрі проти Фараджа постійно організовувались змови. 1412 року, взявши з собою халіфа аль-Мустаїна (1390–1430), Фарадж здійснив невдалий похід до Сирії. Зазнавши поразки потрапив в облогу в Дамаску, а халіф потрапив у полон до заколотників. Вони проголосили аль-Мустаїна султаном Єгипту, але той відмовлявся від такої сумнівної честі. Невдовзі Фараджа схопили й він постав перед судом емірів. Суд засудив його до смерті, утім аль-Мустаїн помилував його. За кілька місяців намісник Триполі й Дамаска, Шайх аль-Муаяд усунув халіфа від влади й сам став султаном, відновивши у країні мир і порядок. Після смерті Шайха 1421 року султаном був проголошений його півторарічний син Ахмад.

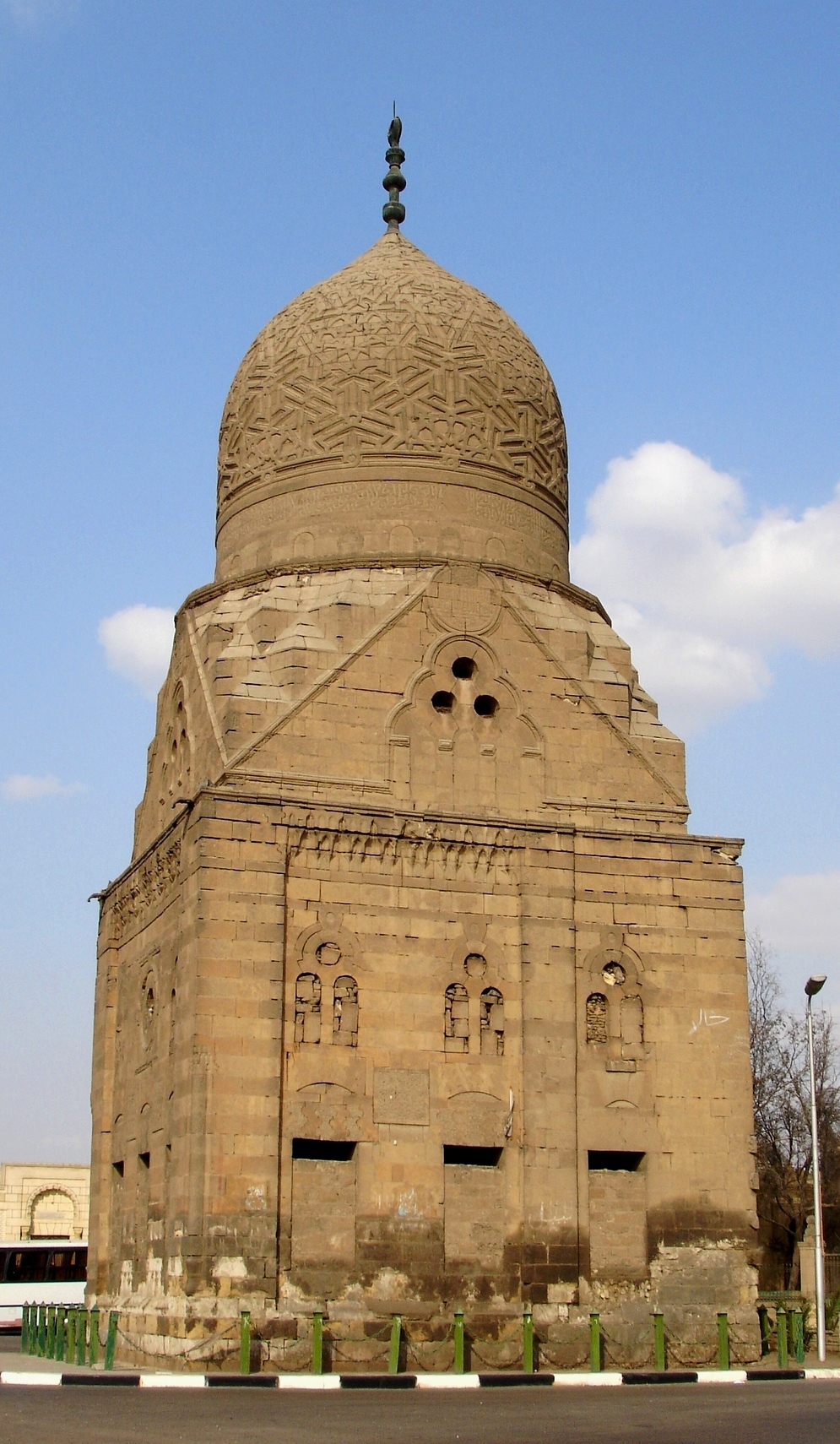
Гробниця аз-Захіра Кансуха у Каїрі

Майже одразу Ахмада усунув від влади емір Татар. Він наказав стратити всіх прибічників Шайха, а за кілька місяців сам захворів і помер. Перед смертю Татар передав трон своєму 10-річному сину Мухаммаду, якого 1422 року повалив управляючий султанського палацу Барсбой. Останній здійснив три спроби завоювання Кіпру, який перебував у руках хрестоносців. 1426 року мамелюкська армія завоювала кіпрські міста, а король Кіпру Янус з династії Лузіньянів був взятий у полон. В останні роки правління Барсбоя у Єгипті почались епідемія чуми, нашестя сарани, посуха й голод. Після смерті Барсбоя 1438 року трон успадкував його син Юсуф, який того ж року був усунутий своїм опікуном Джакмаком.
Джакмак зумів швидко придушити всі заколоти в Сирії та почав війну з Родосом, що завершилась невдало для мамелюків. 1453 Джакмак помер у віці 80 років, а султаном був проголошений його син Усман, який був жорстоким, дурним і жадібним правителем. За кілька місяців мамелюки усунули Усмана та проголосили султаном еміра Інала, який до того командував єгипетським флотом у війні проти Родосу. За часів його правління султанські невільники за власним бажанням призначали та усували від посад усіх вищих чиновників. Після смерті Інала 1461 року до влади прийшов його сина Ахмад II. За кілька місяців правління його усунули від влади мамелюки, які возвели на престол управляючого султанським доменом, грека Хушкадама. Останній був боягузливою людиною та запам'ятався тим, що проти своїх противників застосовував жорстокі репресії.
Після періоду правління Білбая й Тимура-буги, які були лише ляльками в руках мамелюків, 1468 року до влади прийшов жорстокий, але розумний і далекоглядний черкес Кайтбей. 1485 року почалась перша війна з турками. Після виграних мамелюками битв 1491 року було укладено вигідний для Єгипту мир, за яким турки відмовились від претензій на Кілікію й Альбістан.
Після смерті Кайтбея 1496 року у Єгипті знову почались запеклі братерські війни, результатом яких стали чотири змінених султани за п'ять років. Молодий султан Мухаммад II, який намагався озброїти єгипетську армію вогнепальною зброєю був убитий 1498 у Газі. 1501 року за підтримки емірів трон зайняв 60-річний Кансух аль-Гаурі, який до того був головним візиром. Він швидко придушив опозицію, намагаючись правити гуманно, не зловживаючи стратами. За допомогою надзвичайних заходів поповнив казну, а його двір своєю пишністю вражав уяву сучасників. Збудований 1503 року новий іподром став одним з головних центрів мамелюкської громади.
1516 року почалась друга війна з турками. У серпні 1516 року під час битви на Дабікському полі біля міста Алеппо Кансух аль-Гаурі був отруєний, після чого деякі мамелюкські загони перейшли на бік турків, а єгиптяни зазнали нищівної поразки. За місяць новим султаном був обраний Туман-бай, який до того виконував обов'язки намісника Єгипту. Турки до того часу заволоділи усією Сирією й підступили до кордонів Єгипту. Туман-бай швидко зібрав велику армію і 22 січня 1517 року при Ріданіє (біля Каїра) дав бій туркам. Бій завершився поразкою єгиптян. За сім днів Туман-бай із загоном мамелюків увірвався до Каїра й підбурив там повстання. Триденні вуличні бої завершились майже цілковитим винищенням мамелюкської кінноти й ув'язненням Туман-бая. Зі стратою останнього завершилась історія незалежного мамелюкського Єгипту, що став провінцією Османської імперії.

## Список султанів
- Баркук (1382–1389, 1390–1399)
- Фарадж (1399–1405, 1405–1412)
- Абдул-Азіз аль-Мансур (1405)
- Абуль-Фадль аль-Мустаїн (1412)
- Шайх аль-Муайяд (1412–1421)
- Ахмад I аль-Музаффар (1421)
- Татар аз-Захір (1421)
- Мухаммад I ас-Саліх (1421–1422)
- Барсбой аль-Ашраф (1422–1438)
- Юсуф аль-Азіз (1438)
- Джакмак аз-Захір (1438–1453)
- Усман аль-Мансур (1453)
- Інал аль-Ашраф (1453–1461)
- Ахмад II ал-Муаяд (1461)
- Хушкадам аз-Захір (1461–1467)
- Білбай аз-Захір (1467–1468)
- Тимур-буга аз-Захір (1468)
- Каїт-бай аль-Ашраф (1468–1496)
- Мухаммад II ан-Насір (1496–1498)
- Кансух аз-Захір (1498–1500)
- Джанбалат аль-Ашраф (1500–1501)
- Туман-бай I аль-Аділь (1501)
- Кансух аль-Гаурі (1501–1516)
- Туман-бай II аль-Ашраф (1516–1517)